# كريستوف فان جارس
كريستوف فان جارس مواليد 21 يونيو 1974 في بلجيكا، هو لاعب كرة مضرب بلجيكي سابق بدأ مسيرته كمحترف سنة 1992 وكان يلعب باليد اليمنى. أعلى تصنيف له في الفردي كان المركز الـ 131 في سنة 1998.

## النهائيات

### الفردي: (2)
| الرقم | السنة | الدورة           | الأرضية | المنافس في النهائي | النتيجة في النهائي |
| ----- | ----- | ---------------- | ------- | ------------------ | ------------------ |
| 1.    | 1994  | ناغويا، اليابان  | صلبة    | ليندر بايس         | 6–4, 6–3           |
| 2.    | 1997  | بورتشاتش، النمسا | ترابية  | جان باتيست برلانت  | 7–5, 6–1           |

## روابط خارجية
- كريستوف فان جارس على موقع رابطة محترفي التنس (الإنجليزية)
- كريستوف فان جارس على موقع الاتحاد الدولي لكرة المضرب (الإنجليزية)
- كريستوف فان جارس على موقع كأس ديفيز (الإنجليزية)
- كريستوف فان جارس على موقع خلاصة التنس.كوم (الإنجليزية)